# Ignác Medek
Ignác Medek (21. ledna 1872, Nítkovice – 1953) byl český katolický duchovní, vojenský kaplan a (v generálské hodnosti) přednosta vojenské duchovní služby v letech 1925 až 1935.

## Životopis

### Mládí a studia
Ignác Medek se narodil v Nítkovicích okres Kroměříž v rodině zedníka Ignáce Medka a jeho ženy Antonie rodem Lipěnové s Osíčan. Zde vychodil českou obecní školu. Ve farním kostele v nedalekých Litenčicích byl pokřtěn. Středoškolská studia (v období od září 1883 až do července 1891) absolvoval v Kroměříži na Arcibiskupském gymnáziu (česká vyučovací řeč), v Přerově a v Rychnově nad Kněžnou. Vysokoškolská studia (říjen 1891 až červenec 1895) na bohoslovecké (teologické) fakultě univerzity ve Štýrském Hradci ukončil 17. července 1895 a následně dne 21. července 1895 byl vysvěcen na kněze. Od 8. srpna 1895 do 1. září 1898 působil v civilní duchovní správě jako kaplan v městě Weiz nedaleko Štýrského Hradce.

### V c. a k. armádě před první světovou válkou
Do c. a k. armády byl Ignác Medek odveden u Doplňovacího okresního velitelství ve Štýrském Hradci dne 20. května 1893. Počátkem září 1898 jej přeložili ze zálohy do činné služby vojenského duchovenstva. Měl hodnost vojenský kaplan II. třídy a byl dislokován k vojenskému farnímu úřadu ve městě Zara (také Zader). V Zadaru působil téměř tři roky. Na začátku července 1901 byl přeložen jako duchovní správce (v hodnosti vojenský kurát II. třídy) k posádkové nemocnici číslo 3 v Přemyšlu. Dne 1. listopadu 1904 byl jmenován polním kurátem I. třídy. V Přemyšlu sloužil Medek až do konce ledna roku 1904. Následně pracoval sedm let v posádkové nemocnici číslo 7 ve Štýrském Hradci. Na začátku března roku 1911 jej převeleli ke sborovému velitelství číslo 14 se sídlem v Innsbrucku, kde byl nejprve přidělen ke zdejšímu polnímu superiorátu a později (od 13. července 1911) pak k vojenské duchovní správě ve městě Riva (u jezera Lago di Garda). Tady působil necelé dva roky a dne 16. dubna 1913 byl Medek přemístěn k posádkové nemocnici číslo 27 ve městě Baden.

### První světová válka
Krátce po vypuknutí první světové války (28. července 1914) byl Medek začátkem srpna 1914 povýšen do hodnosti vrchní polní kurát. Koncem srpna 1914 byl odeslán do pole na bojiště na ruské frontě. Tady pracoval (od 26. srpna 1914 do 12. dubna 1915) nejprve u polní nemocnice číslo 8/2 a pak ve funkci divizního faráře (od 13. dubna 1915 do 5. června 1916) u 8. pěší divize. Funkci přednosty polního superiorátu u 10. armády vykonával Medek (po převelení na italskou frontu). Na italské frontě byl (1. listopadu 1916) povýšen do hodnosti polní superior II. třídy. Až do konce první světové války (jen s krátkou přestávkou od dubna 1917 do srpna 1917, kdy byl přemístěn k polnímu superiorátu ve Štýrském Hradci) pak Medek působil u polního superiorátu 10. armády.

### V armádě (1918 až 1925)
Po vzniku Československa (28. října 1918) se na duchovním oddělení ministerstva národní obrany přihlásil Ignác Medek do řad příslušníků čs. armády a byl přidělen na vyslanectví Republiky československé ve Vídni. Tady zastával funkci přednosty matričního oddělení s úkolem práce na spisové rozluce, ale činnou službu začal vykonávat až po 5. dubnu 1919, protože si jeho zdravotní stav vyžádal několikaměsíční zdravotní dovolenou (od prosince 1918 do 5. dubna 1919). Koncem prosince 1922 byl Medek ve Vídni povýšen do hodnosti vrchní superior a k 1. říjnu 1923 byl, jako přednosta katolické duchovní správy, převelen k Zemskému vojenskému velitelství v Bratislavě. (Za službu u duchovní správy Zemského vojenského velitelství obdržel dokonce pochvalné uznání.)

### V armádě (1925 až 1935)
Převelení Ignáce Medka do Prahy se uskutečnilo v polovině prosince roku 1925. V Praze byl (jako služebně nejstarší) ustanoven přednostou katolické skupiny 36. oddělení Ministerstva národní obrany. (Tuto funkci původně zastával generální superior Msgre. Josef Bombera. Ten byl domácím rozkazem číslo 203/4 z roku 1925 zproštěn služby, dán do výslužby a jeho funkci dočasně vykonával superior podplukovník duchovní Josef Vampola, O.Cr. (1870–1936).) Na začátku roku 1927 se 36. oddělení přejmenováno na I/6 oddělení (duchovní) MNO a došlo i ke změně názvu hodnosti: hodnost vrchní superior byla nahrazena hodností plukovník duchovní. Dekretem prezidenta republiky (Tomáš Garrigue Masaryk) byl Ignác Medek povýšen (1. května 1928) do hodnosti generál duchovní služby. V této generálské hodnosti pak Ignác Medek vedl duchovní oddělení až do konce ledna 1935, kdy byl přeložen do výslužby.

### Závěr života
Za službu ve funkci přednosty vojenské duchovní služby obdržel Ignác Medek pochvalné uznání ministerstva národní obrany. V roce 1933 byl Ignác Medek (za zásluhy na poli církevním) jmenován biskupským notářem a čestným konsistorním radou diecéze Gurk Klagenfurt.
Je pohřben v Poličce na hřbitově nacházejícího se u hřbitovního kostela svatého Michala. Na náhrobku je nápis: IGNÁC MEDEK / GENERÁL V. V. 1872 - 1953.

## Charakterové vlastnosti a znalosti
Svými nadřízenými byl Ignác Medek hodnocen jako zkušený, schopný, pilný, přesný a iniciativní důstojník duchovní služby s pevnými charakterovými vlastnostmi a morálními zásadami. Kromě vysoké úrovně znalostí z oblasti teologické a vojenské ovládal i několik jazyků (němčinu, chorvatštinu a slovinštinu) a velmi dobře hovořil italsky a francouzsky.

## Služební postup (chronologicky)
- od 1. září 1898: polní kurát 2. třídy rakousko-uherské branné moci;[1]
- od 1. listopadu 1904: polní kurát 1. třídy rakousko-uherské branné moci;[1]
- od 1. srpna 1914: vrchní polní kurát rakousko-uherské branné moci;[1]
- od 1. listopadu 1916: polní superior 2. třídy rakousko-uherské branné moci;[1]
- od 20. prosince 1918: polní superior 2. třídy;[1]
- od 1. listopadu 1919: podplukovník duchovenstva;[1]
- od 29. prosince 1922: plukovník duchovenstva;[1]
- od 27. srpna 1923: vrchní superior;[1]
- od prosince 1926: plukovník duchovní služby;[1]
- od 4. května 1928: generál duchovní služby;[1]
- od 1. února 1935: výslužba.[1]

## Průběh vojenské kariéry (chronologicky)
- září 1898 až červenec 1901: duchovní správce vojenské posádky Zara;[6]
- červenec 1901 až únor 1904: duchovní správce Posádkové nemocnice číslo 3, Przemysl;[6]
- únor 1904 až březen 1911: duchovní správce Posádkové nemocnice číslo 7, Graz;[6]
- březen 1911 až červenec 1911: superior duchovní správy XIV. sboru, Innsbruck;[6]
- červenec 1911 až duben 1913: duchovní správce vojenské posádky Riva;[6]
- duben 1913 až srpen 1914: duchovní správce Posádkové nemocnice číslo 27, Baden;[6]
- srpen 1914 až duben 1915: duchovní správce Polní nemocnice číslo 8/2, východoevropské válčiště;[6]
- duben 1915 až červen 1916: duchovní správce velitelství Pěší divise číslo 8, východoevropské válčiště;[6]
- červen 1916 až duben 1917: přednosta duchovní správy 10. armády, italské válčiště;[6]
- duben 1917 až září 1917: zástupce přednosty duchovní správy III. sborové oblasti, Graz;[6]
- září 1917 až listopad 1918: přednosta duchovní správy 10. armády, italské válčiště;[6]
- listopad 1918 až říjen 1923: přednosta matričního oddělení vyslanectví Republiky československé, Vídeň;[6]
- říjen 1923 až prosinec 1925: přednosta duchovní správy Zemského vojenského velitelství pro Slovensko, Bratislava;[6]
- prosinec 1925 až únor 1926: zástupce přednosty 36. oddělení (duchovního) ministerstva, Praha;[6]
- únor 1926 až leden 1927: velitel (přednosta) 36. oddělení (duchovního) ministerstva, Praha;[6]
- leden 1927 až leden 1935: velitel (přednosta) I./6. oddělení (duchovního) ministerstva, Praha.[6]

## Vyznamenání
- Jubilejní pamětní medaile 1898;[1]
- Jubilejní kříž 1908;[1]
- Záslužný kříž pro duchovní (2. třída);[1]
- Řád Františka Josefa (IV. třída; důstojník);[1]
- Řád Františka Josefa (V. třída; rytíř).[1]

## Galerie

Přednostové vojenské duchovní služby v letech 1918–1939
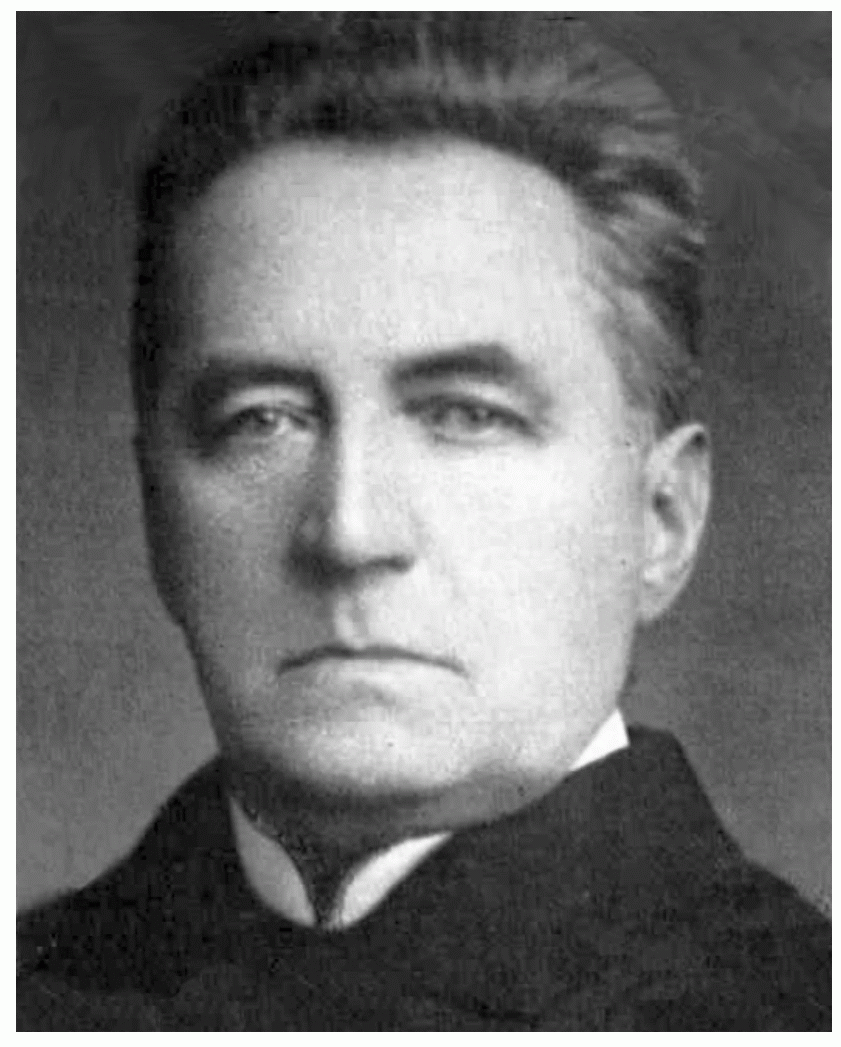
generální superior Msgre. Antonín Voneš (přednosta v letech 1918–1922)
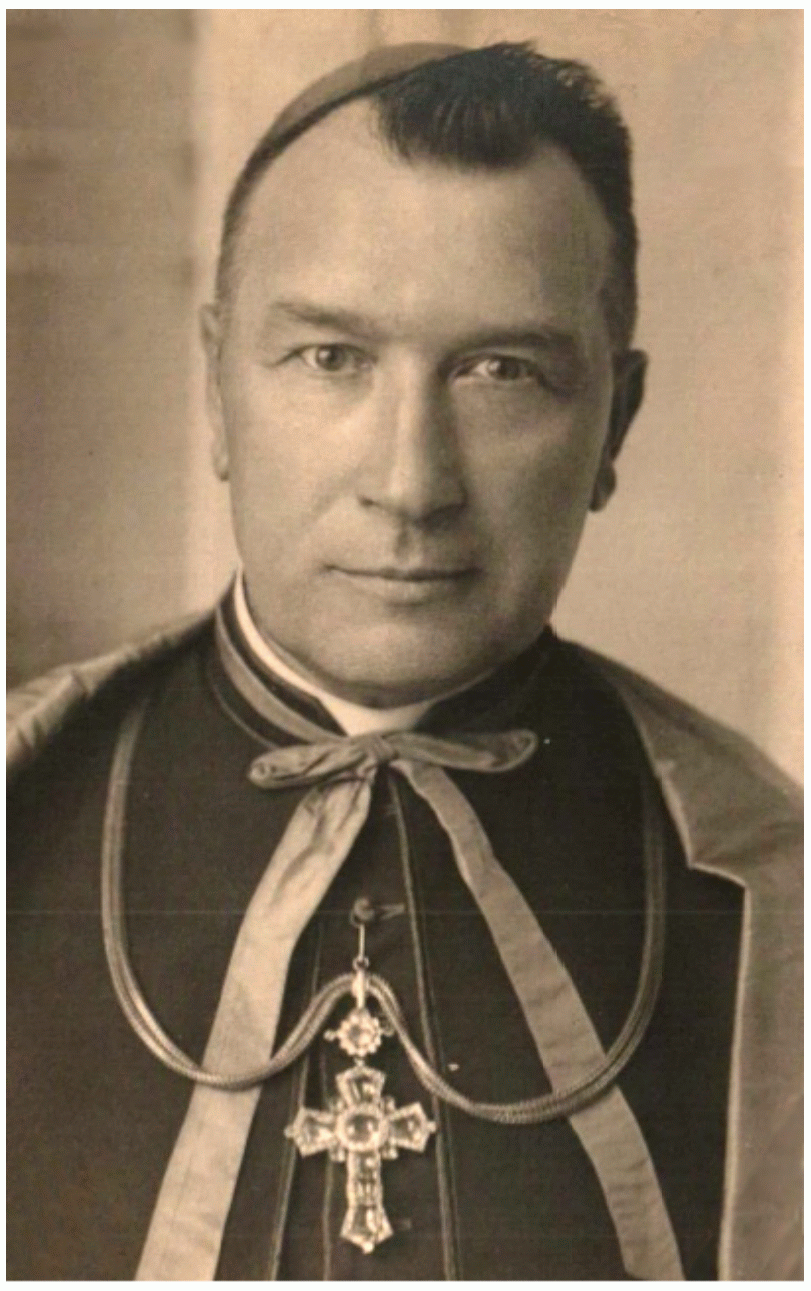
generální superior Msgre. ThDr. Josef Bombera (přednosta v letech 1923 – 1925)
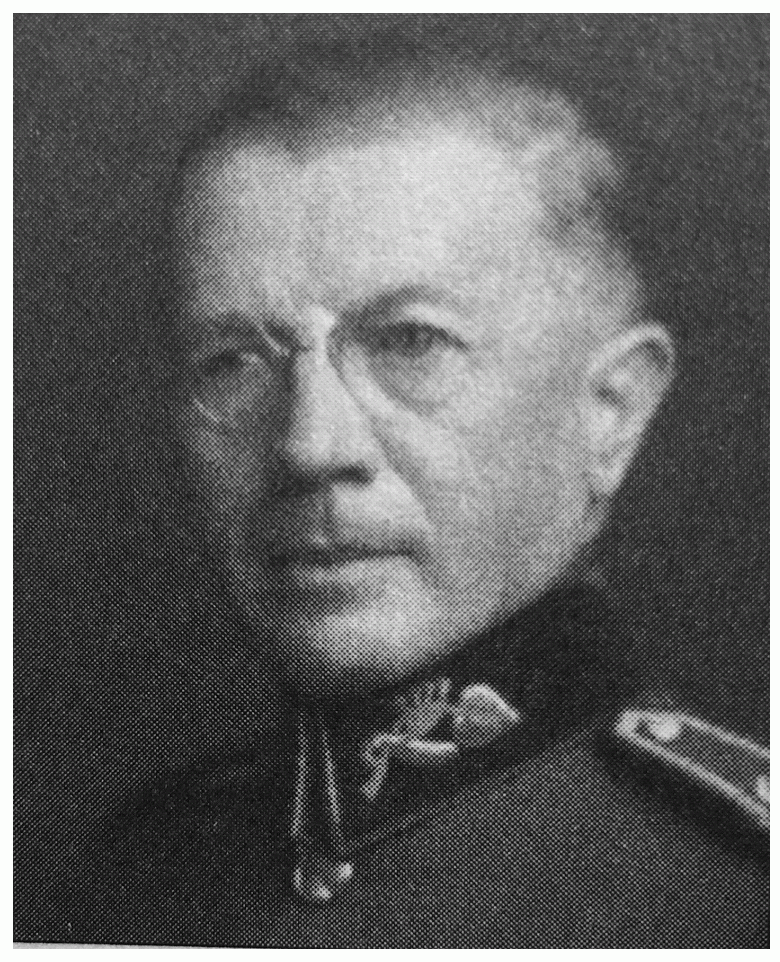
generál duchovní Msgre. Ignác Medek (přednosta v letech 1925 – 1935)
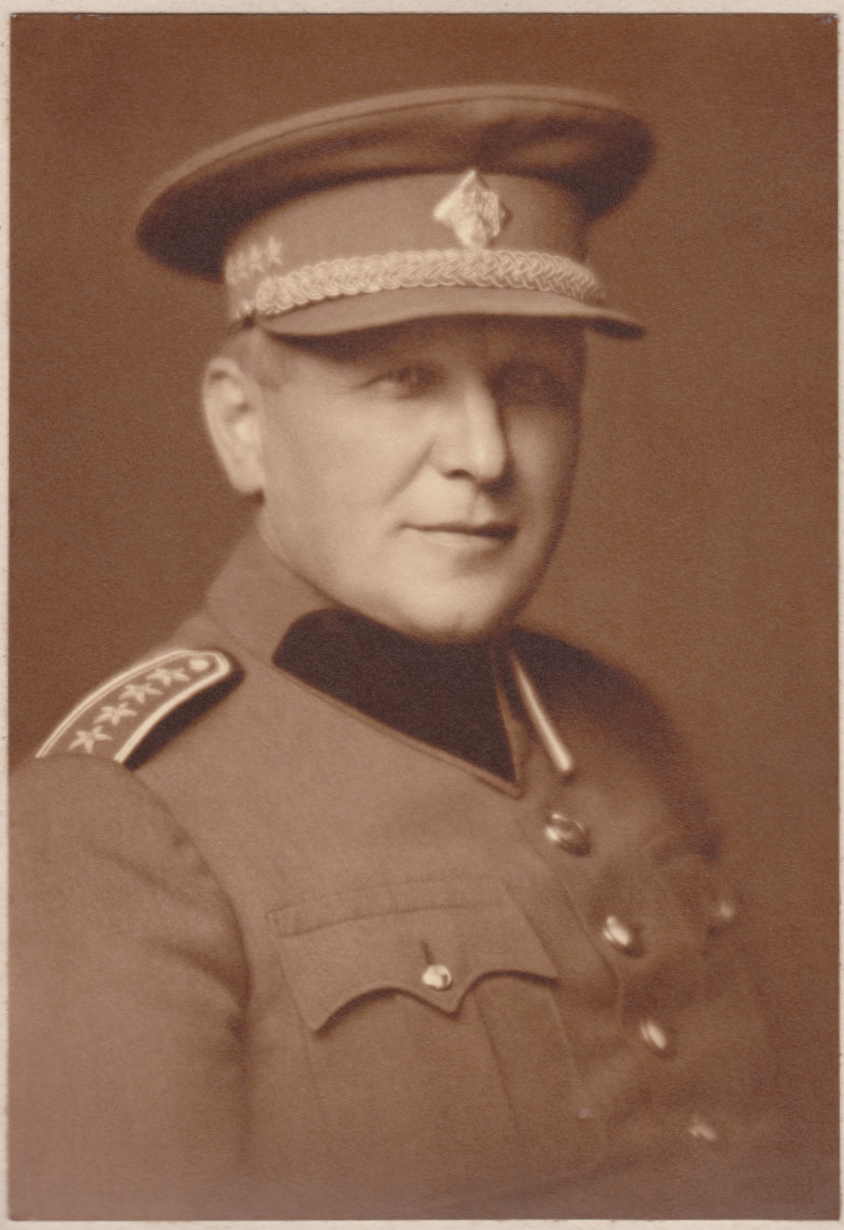
generál duchovní Msgre. Methoděj Kubáň (přednosta v letech 1935 – 1939)